# Iodopleura pipra
Iodopleura pipra е вид птица от семейство Tityridae. Видът е почти застрашен от изчезване.

## Разпространение
Видът е разпространен в Бразилия.